# تشارلز دوايت مارش
تشارلز دوايت مارش (بالإنجليزية: Charles Dwight Marsh)‏ هو عالم نبات أمريكي، ولد في 20 ديسمبر 1855 في هادلي في الولايات المتحدة، وتوفي في 1932.